# Рид, Герберт
Герберт Рид (англ. Herbert Read, 4 декабря 1893, Кёркбимурсайд, Северный Йоркшир — 12 июня 1968, Стоунгрейв, Северный Йоркшир) — английский поэт, литературный и художественный критик, педагог, крупнейший организатор и авторитет художественной жизни Великобритании 1920-х −1950-х годов. Отец писателя Пирса Пола Рида.

## Биография
Герберт Рид родился в 1893 году в селе Маскоутс (англ. Muscoates), неподалёку от города Кёркбимурсайд. Он вырос на ферме и впоследствии описал своё детство в автобиографическом произведении «Невинный взор» (1933). Проработав некоторое время в банке, в 1912 году Рид поступил в Лидский университет.
Его учёбу прервала Первая мировая война. Рид служил в пехотном полку Британской армии, воевал на территории Франции и Бельгии. Закончил войну в чине капитана, заслужил Военный крест и Орден «За выдающиеся заслуги».
Герберт Рид основал журнал Искусство и литература, среди прочего первым опубликовавший сочинения Т. С. Элиота. Издал два сборника стихов (Песни хаоса, 1915; Обнажённые воины, 1919), выражавших опыт войны и близких к поэтике имажизма. Постоянно сотрудничал с журналом Элиота The Criterion (1922—1939). Как художественный критик открыл для английского и европейского зрителя творчество Генри Мура, Бена Николсона, Барбары Хепуорт. Одну из книг Рида перевела на испанский мать Х. Л. Борхеса. В 1960-е годы Борхес гостил у Рида, тот показал ему Йорк-Минстер, экспонаты музеев которого стали источником борхесовского сонета «Клинку в Йорк-Минстере» и новеллы «Ульрика».
Преподавал в Эдинбургском (1931—1933), Ливерпульском (1935—1936) и Лондонском университетах (1940—1942). Был издателем влиятельного художественного журнала Burlington Magazine (1933—1938). Выступил одним из организаторов Международной выставки сюрреалистов в Лондоне (1936), издателем сборника Сюрреализм (1936), который включал тексты Бретона, Элюара, Жоржа Юнье. 
Член правления Галереи Тейт, куратор музея Виктории и Альберта (1922—1939). Вместе с Роландом Пенроузом основал Институт современного искусства в Лондоне (1947) и был его первым президентом. 
После Второй мировой войны занимал активную антивоенную позицию. Преподавал в Гарварде (1953—1954), в 1964—1965 — в Уэслианском университете.

## Творчество
По политическим взглядам — сторонник анархизма (Штирнер, Кропоткин). Как наследник европейской романтической традиции (Шеллинг, Фихте) разрабатывал темы, сквозные для британской философской эстетики после Кольриджа и Морриса — искусство и общество, искусство и промышленность, искусство и система образования. При этом противостоял марксизму, утверждавшемуся в Англии 1930—1940-х годов. Испытал влияние психоанализа К. Г. Юнга. В конце 1940-х одним из первых в Великобритании проявил интерес к французскому экзистенциализму. Выступал пропагандистом творчества Б. Пастернака в Англии. Пастернак знал об этих усилиях и ценил их (см. письма к С. Дурылину).
- Songs of Chaos (1915, стихи)
- Naked Warriors (1919, стихи)
- Reason and Romanticism (1926)
- English Prose Style (1931)
- Wordsworth (1932)
- Form in modern poetry (1932)
- Art now (1933)
- Art and Industry (1934)
- Henry Moore: mother and child (1934)
- The Green Child (1935, роман)
- Poetry & Anarchism (1938)
- Philosophy of Anarchism (1940)
- To hell with culture (1941)
- Education through art (1943)
- Art and Society (1945)
- The grass roots of art (1947)
- Existentialism, Marxism and Anarchism (1949)
- The philosophy of modern art (1952)
- Revolution & Reason (1953)
- The True Voice of Feeling: Studies in English Romantic Poetry (1953)
- Anarchy and order (1954)
- Icon and idea: the function of art in the development of human consciousnes (1955)
- The art of sculpture (1956)
- The tenth muse (1957, литературная критика)
- A concise history of modern painting (1959)
- A letter to a young painter (1962)
- The origins of form in art (19650
- The Thames and Hudson dictionary and artists (1966)
- My Anarchism (1966)
- Art and alienation (1967)
- Meaning of art (1968)
- The redemption of the robot: my encounter with education through art (1970)

## Признание и наследие

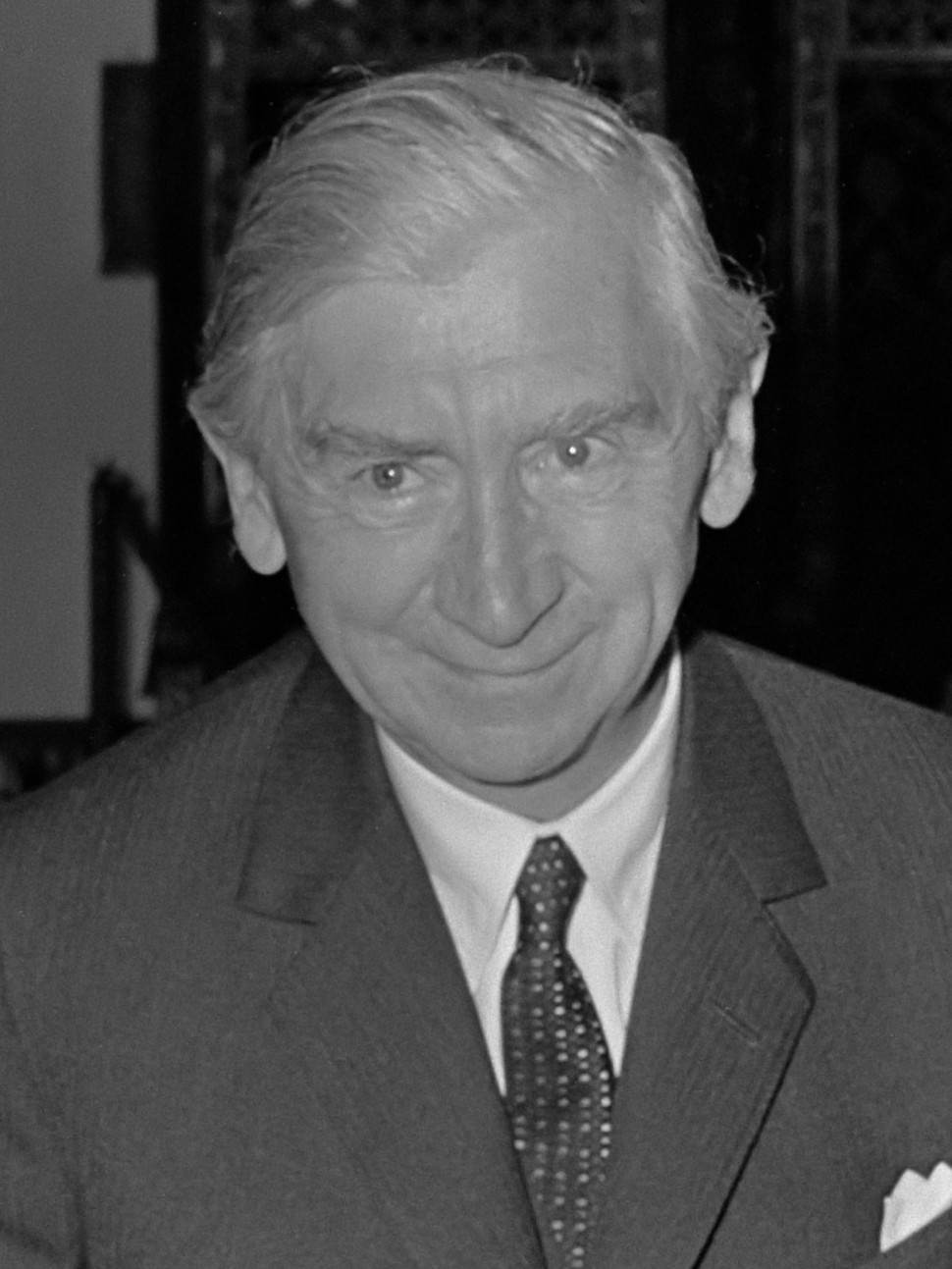
Герберт Рид в 1966 году

По рекомендации Уинстона Черчилля, за служение литературе посвящён в рыцарское достоинство (рыцарь-бакалавр, 1953). Премия Эразма (1966). В 1990-е годы и позже идеи и подходы Рида переживают второе рождение: с успехом проходит посвящённая ему выставка в Лидсе (1993), переиздаются его книги, публикуются монографии и сборники о нём, в галерее Тейт организуется конференция о его наследии (2004).

## Публикации на русском языке
- Искусство и бессознательное. Психология художника: теория Фрейда // Современная книга по эстетике. — М.: Иностранная литература, 1957
- Зелёное дитя. М.: Б. С. Г.-Пресс, 2004
- Краткая история современной живописи. М.: Искусство — XXI век, 2006
- Краткая история современной скульптуры. М.: Искусство — XXI век, 2018
- Философия современного искусства. Избранные эссе / Пер. с англ., коммент., послесл. М. О. Кедровой. М.: Издатель А. В. Воробьёв, 2023. — 346 с., илл.[7]